# کی چینن
کی چینن (ژاپنی: 知念 慶؛ زادهٔ ۱۷ مارس ۱۹۹۵) یک بازیکن فوتبال اهل ژاپن است.
از باشگاه‌هایی که در آن بازی کرده‌است می‌توان به باشگاه فوتبال کاوازاکی فرونتال و باشگاه فوتبال اوئیتا ترینیتا اشاره کرد.